# Mezquita del Globo de Oro
La Mezquita del Globo de Oro (en filipino: Moskeng Ginto), también conocido como Masjid al-Dahab, es una mezquita situada en la calle Globo de Oro, una parte de la sección musulmana de Quiapo, Manila en Filipinas.  Esta es la mezquita más grande en Gran Manila, con una capacidad para 5000 adoradores.
La construcción de la mezquita comenzó el 4 de agosto de 1976 bajo la dirección de Imelda Marcos, en preparación para la visita oficial (posteriormente cancelado) de Muamar el Gadafi, el líder de Libia, y fundado por donaciones extranjeros. Este es un centro de vida musulmana en Manila, y durante los viernes la mezquita está llena de adoradores para la Yumu'ah.